# Tour-en-Bessin
Tour-en-Bessin és un municipi francès situat al departament de Calvados i a la regió de Normandia. L'any 2007 tenia 582 habitants.

## Demografia

### Població
El 2007 la població de fet de Tour-en-Bessin era de 582 persones. Hi havia 183 famílies de les quals 28 eren unipersonals (16 homes vivint sols i 12 dones vivint soles), 56 parelles sense fills, 87 parelles amb fills i 12 famílies monoparentals amb fills.
La població ha evolucionat segons el següent gràfic:
Habitants censats

### Habitatges
El 2007 hi havia 202 habitatges, 187 eren l'habitatge principal de la família, 10 eren segones residències i 5 estaven desocupats. 199 eren cases i 2 eren apartaments. Dels 187 habitatges principals, 161 estaven ocupats pels seus propietaris, 24 estaven llogats i ocupats pels llogaters i 2 estaven cedits a títol gratuït; 5 tenien dues cambres, 18 en tenien tres, 31 en tenien quatre i 133 en tenien cinc o més. 156 habitatges disposaven pel capbaix d'una plaça de pàrquing. A 56 habitatges hi havia un automòbil i a 120 n'hi havia dos o més.

### Piràmide de població
La piràmide de població per edats i sexe el 2009 era:
| Homes | Edats   | Dones |
| ----- | ------- | ----- |
| 0     | 95 o +  | 0     |
| 0     | 90 a 94 | 0     |
| 0     | 85 a 89 | 0     |
| 0     | 80 a 84 | 0     |
| 4     | 75 a 79 | 4     |
| 8     | 70 a 74 | 24    |
| 12    | 65 a 69 | 4     |
| 8     | 60 a 64 | 20    |
| 4     | 55 a 59 | 4     |
| 24    | 50 a 54 | 8     |
| 32    | 45 a 49 | 24    |
| 16    | 40 a 44 | 40    |
| 28    | 35 a 39 | 16    |
| 24    | 30 a 34 | 16    |
| 8     | 25 a 29 | 8     |
| 24    | 20 a 24 | 12    |
| 40    | 15 a 19 | 20    |
| 32    | 10 a 14 | 20    |
| 16    | 5 a 9   | 20    |
| 24    | 0 a 4   | 20    |

## Economia
El 2007 la població en edat de treballar era de 395 persones, 311 eren actives i 84 eren inactives. De les 311 persones actives 285 estaven ocupades (163 homes i 122 dones) i 26 estaven aturades (13 homes i 13 dones). De les 84 persones inactives 28 estaven jubilades, 31 estaven estudiant i 25 estaven classificades com a «altres inactius».

### Ingressos
El 2009 a Tour-en-Bessin hi havia 197 unitats fiscals que integraven 575 persones, la mediana anual d'ingressos fiscals per persona era de 17.276 €.

### Activitats econòmiques
Dels 19 establiments que hi havia el 2007, 1 era d'una empresa extractiva, 1 d'una empresa alimentària, 2 d'empreses de fabricació d'altres productes industrials, 5 d'empreses de construcció, 3 d'empreses de comerç i reparació d'automòbils, 2 d'empreses de transport, 1 d'una empresa immobiliària, 3 d'empreses de serveis i 1 d'una empresa classificada com a «altres activitats de serveis».
Dels 5 establiments de servei als particulars que hi havia el 2009, 3 eren guixaires pintors, 1 fusteria i 1 electricista.
L'únic establiment comercial que hi havia el 2009 era una fleca.
L'any 2000 a Tour-en-Bessin hi havia 15 explotacions agrícoles que ocupaven un total de 441 hectàrees.

## Equipaments sanitaris i escolars
El 2009 hi havia una escola elemental.

## Poblacions més properes
El següent diagrama mostra les poblacions més properes.